# Estenose pulmonar
Estenose pulmonar é uma obstrução anatômica (estenose) do fluxo sanguíneo do ventrículo direito do coração para a artéria pulmonar. Pode ser dinâmica, quando o tamanho da restrição do fluxo varia, ou fixa, quando a obstrução é constante.

## Causas
Geralmente é uma má formação fetal. Pode ser induzida pela rubéola ou estar associada a outros defeitos genéticos cardíacos (Cardiopatia congênita). Como o diagnóstico só é buscado na presença de sintomas, apenas os casos moderados ou severos são diagnosticados na infância. Os casos leves, podem só ser diagnosticados na fase adulta ou nunca adequadamente diagnosticados.
A estenose também pode ser causada por complicação de um tumor carcinoide ou por febre reumática. Tumores carcinoides aparecem geralmente no sistema digestivo, mas liberam serotonina. A febre reumática é uma reação autoimune após uma infeção por streptococcus tipo A que danifica todas as válvulas cardíacas.

## Patofisiologia
O reduzido espaço para o fluxo sanguíneo aumenta a pressão no ventrículo direito. Para compensar a maior resistência ao fluxo, o ventrículo se hipertrofia e contrai com mais força, aumentando também a pressão pulmonar. Quando a pressão se eleva muito causa hipertensão pulmonar e regurgitação. O mau funcionamento da circulação pulmonar prejudica a oxigenação adequada de todo o organismo.

## Sinais e sintomas
Enquanto a obstrução for leve ou moderada os sintomas são mínimos e podem passar despercebidos. Conforme partes da válvula e artéria endurecem podem causar:
- Sopro cardíaco: um som sibilante anormal ouvido usando um estetoscópio, causada pelo fluxo de sangue turbulento;
- Falta de ar, cansaço, tontura e dor no peito, especialmente durante e após esforço físico;
- Maior risco de perda de consciência (desmaio), insuficiência cardíaca, endocardite e arritmia.

## Diagnóstico
Começa com a auscultação dos sopros da válvula pulmonar e pode ser confirmada com ecocardiograma ou ultrassom. 

## Tratamento
Em casos leves apenas cuidados preventivos são suficientes, mas em em casos moderados ou severos pode ser necessário substituição ou reparação cirúrgica da válvula pulmonar (valvuloplastia) ou da artéria pulmonar. Válvulas feitas a partir de tecido animal, tecido humano ou de metal podem ser utilizadas. Uma outra opção é injetar um balão com um cateter vascular desde a perna, movê-lo até a estenose valvular, inflá-lo para aumentar o diâmetro do vaso e depois removê-lo (valvuloplastia com balão). Há um pequeno risco de hemorragia, infecção ou coágulos sanguíneos associados com qualquer cirurgia geral. 